# Sorbonne (quartiere)
Sorbonne è il 20º quartiere amministrativo di Parigi, situato nel V arrondissement. In questo quartiere, sul Monte di Santa Genoveffa, si trova l'edificio della Sorbona; vicini al quartiere sono anche i Giardini del Lussemburgo. È il quartiere delle Grandes écoles e di altri prestigiosi istituti situati nel quartiere latino.

## Geografia
Il quartiere Sorbonne è delimitato:
- a Nord dalla Senna;
- a Ovest dal Boulevard Saint-Michel;
- a Sud dalla Rue Soufflot, dalla Rue des Fossés-Saint-Jacques e dalla Rue de l'Estrapade;
- a Est dalla Rue Descartes, dalla Rue de la Montagne-Sainte-Geneviève, dalla Rue Frédéric-Sauton e dalla Rue du Haut-Pavé.

## Luoghi d'interesse
- Il Pantheon;
- Centri di ricerca quali la Sorbona, il Collège de France e l'Istituto Curie;
- La Biblioteca Sainte-Geneviève e la Biblioteca Sainte-Barbe;
- Le scuole superiori Lycée Henri-IV e Lycée Louis-le-Grand;
- L'École normale supérieure;
- I Giardini del Lussemburgo (nelle vicinanze);
- Diversi cinema fra cui il Cinéma du Panthéon;
- L'albero più antico di Parigi: nella piazza René-Viviani, a nord della Chiesa di Saint-Julien-le-Pauvre, si trova un'acacia piantata nel 1601 dal botanico Jean Robin.[1]